# صادق أباد (سغز أباد)
صادق أباد (بالفارسية: صادق‌آباد) هي قرية تقع في إيران في قسم سغز أباد الريفي. يقدر عدد سكانها بـ 58 نسمة .